# Leon Karasiński (budowniczy)
Leon Karasiński (budowniczy) (ur. 1821, zm. 1876) – budowniczy polski.
Pracował na terenie Warszawy.

## Prace
- Resursa Obywatelska w Warszawie
- kościół w Szołkowie
- spichrze Banku Polskiego w Warszawie
- grobowiec Iwana Skwarcowa na cmentarzu ewangelicko-augsburskim w Warszawie[1]
- przebudowa fabryki w Jeziornie